# Seamount (Band)
Seamount ist eine bayerische Doom-Metal-Band aus Würzburg, die im Jahr 2007 gegründet wurde.

## Geschichte
Die Band wurde im Jahr 2007 von dem deutschen Gitarristen Tim Schmidt und dem US-amerikanischen Sänger Phil Swanson gegründet. Nachdem sie ein paar Lieder entwickelt hatten, nahmen sie diese auf und veröffentlichten diese als Download. Dadurch erreichte die Band im Jahr 2008 einen Vertrag bei Merciless Records, worüber die Lieder, plus ein paar Bonuslieder, als Debütalbum ntodrm, eine Abkürzung für „new torch of doom rock music“, veröffentlicht wurden. Daraufhin folgte eine Tour durch Deutschland, woraufhin die Gruppe einen Vertrag bei The Church Within Records erreichte. Im Jahr 2009 schloss sich das zweite Album Light II Truth an. Es folgten weitere Auftritte, ehe im Jahr 2010 das dritte Album Sacrifice erschien. Der Veröffentlichung folgte eine Europatournee, die zusammen mit Serpent Venom und Orchid abgehalten wurde. Im Jahr 2012 wurde das nächste Album, Earthmother, veröffentlicht, 2015 folgte das Album Nitro Jesus.

## Stil
Die Band spielt klassischen Doom Metal, der an die Musik von Bands wie Black Sabbath, Saint Vitus, Mirror of Deception, Solitude Aeternus und Dawn of Winter erinnert.

## Diskografie
- 2008: ntodrm (Album, Merciless Records)
- 2009: Light II Truth (Album, The Church Within Records)
- 2010: Sacrifice (Album, The Church Within Records)
- 2012: Earthmother (Album, The Church Within Records)
- 2015: Nitro Jesus (Album, The Church Within Records)